# Coronel Marcelino Maridueña
Coronel Marcelino Maridueña (o San Carlos) è una parrocchia urbana dell'Ecuador, capoluogo dell'omonimo cantone, nella provincia del Guayas.